# Дзвінкий глотальний фрикативний
Придиховий гортанний перехідний стан, який часто називають дзвінким гортанним фрикативним — один з фрикативних приголосних звуків. Є в мовах Африки, південної Азії, а в Європі в основному в чеській, словацькій, українській і русинській мовах. Символ Міжнародного фонетичного алфавіту для цього звука — ɦ, а відповідний символ X-SAMPA — h\.
В українській мові цей звук передається літерою Г.

## Властивості
Властивості дзвінкого гортанного фрикативного:
- Тип фонації — придихова, тобто голосові зв'язки широко вібрують, і крізь них проходить більше повітря більше ніж під час модально дзвінкого звука.
- Тип фонації — дзвінка, тобто голосові зв'язки вібрують від час вимови.
- У деяких мовах він має звужену артикуляцію фрикативного приголосного. Проте в багатьох, якщо не більшості це перехідний стан гортані без способу творення, окрім типу фонації. Оскільки перепони для створення тертя в голосовому тракті нема, багато фонетистів більше не вважають ɦ фрикативним. Справжні фрикативні можуть мати придихову фонацію разом зі створенням тертя в іншому місці. Однак термін «фрикативний» як правило зберігається з історичних причин.
- Він може мати гортанне місце творення. Проте, він може не мати фрикативного творення, тоді термін «гортанний» означає, що він артикулюється голосовою щілиною, але це природа фонації, а не окрема артикуляція. Усі приголосні окрім глоткових і всі голосні мають окреме місце творення разом зі станом гортані. Як з усіма іншими приголосними, оточуючі голосні впливають на вимову [ɦ], і [ɦ] інколи описується як придиховий голосний, що має місце творення оточуючих голосних.
- Це ротовий приголосний, тобто повітря виходить крізь рот.
- Оскільки він вимовляється в горлі, без ротового компонента, протиставлення центральний/боковий не стосується цього звука.
- Механізм передачі повітря — егресивний легеневий, тобто під час артикуляції повітря виштовхується крізь голосовий тракт з легенів, а не з гортані, чи з рота.

## Приклади
| Мова            | Мова                  | Слово   | Транскрипція | Значення    | Примітки                                                                      |
| --------------- | --------------------- | ------- | ------------ | ----------- | ----------------------------------------------------------------------------- |
| Африкаанс       | Літературний стандарт | hoekom  | [ɦu.kɔm]     | 'чому'      |                                                                               |
| Азербайджанська | Літературний стандарт | möhkəm  | [mœːɦcæm]    |             |                                                                               |
| Зулу            | Зулу                  | ihhashi | [iːˈɦaːʃi]   | 'кінь'      |                                                                               |
| Нідерландська   | Нідерландська         | haat    | [ɦaːt]       | 'ненависть' | Див. Нідерландська фонологія                                                  |
| Словацька       | Словацька             | hora    | [ˈɦɔra]      | 'гора'      |                                                                               |
| Китайська       | У (Шанхай)            | 鞋      | [ɦa]         | 'черевики'  |                                                                               |
| Українська      | Українська            | гора    | [ɦɔˈra]      | 'гора'      | Див. Українська фонетика                                                      |
| Французька      | Квебек                | manger  | [mãɦe]       | 'їсти'      | Обмежується малою кількістю носіїв. Може також реалізовуватися як глухий [h]. |
| Фінська         | Фінська               | raha    | [rɑɦɑ]       | 'гроші'     | Див. Фінська фонологія                                                        |
| Чеська          | Чеська                | hlava   | [ɦlava]      | 'гора'      | Див. Чеська фонологія                                                         |